# SNK vs. Capcom: Card Fighters Clash
SNK vs. Capcom: Card Fighters Clash est un jeu vidéo de cartes à collectionner où deux joueurs s'affrontent (l'un pouvant être l'ordinateur). Les mécanismes de combat sont proches de Magic l'assemblée, bien que plus simples. Les cartes reprennent les personnages les plus charismatiques des jeux à succès de SNK et Capcom.
Le deck est constitué exactement de 50 cartes; sélectionnées parmi les 300 cartes du jeu à débloquer progressivement en mode un joueur. En mode deux joueurs, les mêmes règles s'appliquent, les joueurs s'affrontent par Neo-Geo Pocket Color interposées, reliées par le câble link.

## Genèse
Lorsque SNK et Capcom s'accordent le droit d'utiliser la propriété intellectuelle de l'autre pour trois projets ludiques, les fans sont loin de se douter qu'un des meilleurs jeux issus de cette association sera un jeu de cartes à collectionner. Ils attendaient plutôt un jeu de combat, qui sera effectivement produit : SNK vs. Capcom: The Match of the Millennium.
Et pourtant, "SNK vs. Capcom: Card Fighters Clash" est effectivement considéré par les amateurs comme un titre réussi, parmi l'un des meilleurs de la ludothèque, car exploitant bien les capacités de la machine (graphisme, gameplay, versus). Il se révèle fort addictif.

## Cartes
120 cartes représentent les personnages phares de la société Capcom, 120 aussi pour SNK. Avec les 60 cartes d'action, voilà l'ensemble du jeu proposé.
Les cartes de personnages permettant d'attaquer l'ennemi ou de s'en défendre. Elles sont caractérisées par leur force (BP) variant entre 100 et 1500, et par leur point d'action (SP) entre 0 et 5.
Les cartes d'action coûtent entre 0 et 15 points d'action (SP), elles n'ont pas d'appartenance propre.

## Rareté
La rareté est indiquée sur le bord de la carte à l'aide d'une lettre colorée, les raretés existantes sont les suivantes :
- D (commune) : 112
- C (peu rare) : 92
- B (rare) : 56
- A (très rare) : 18
- S (spéciale) : 22

## Versions
Une autre particularité est sa distribution en deux versions, comme pour les jeux Pokémon. Ici deux versions, une jaune, une bleue, sont complémentaires. Quelques cartes sont exclusives à l'une ou l'autre et quelques cartes ne sont accessibles qu'en duel ou lors d'échange entre deux joueurs humains l'un avec la version bleue, et l'autre avec la jaune.
Une suite est sortie toujours sur Neo-Geo Pocket Color, puis encore une autre sur Nintendo DS.